# Wilderen (bier)
Wilderen is een Belgisch biermerk. Het wordt gebrouwen door Brouwerij en stokerij Wilderen te Wilderen, een deelgemeente van Sint-Truiden.

## Achtergrond

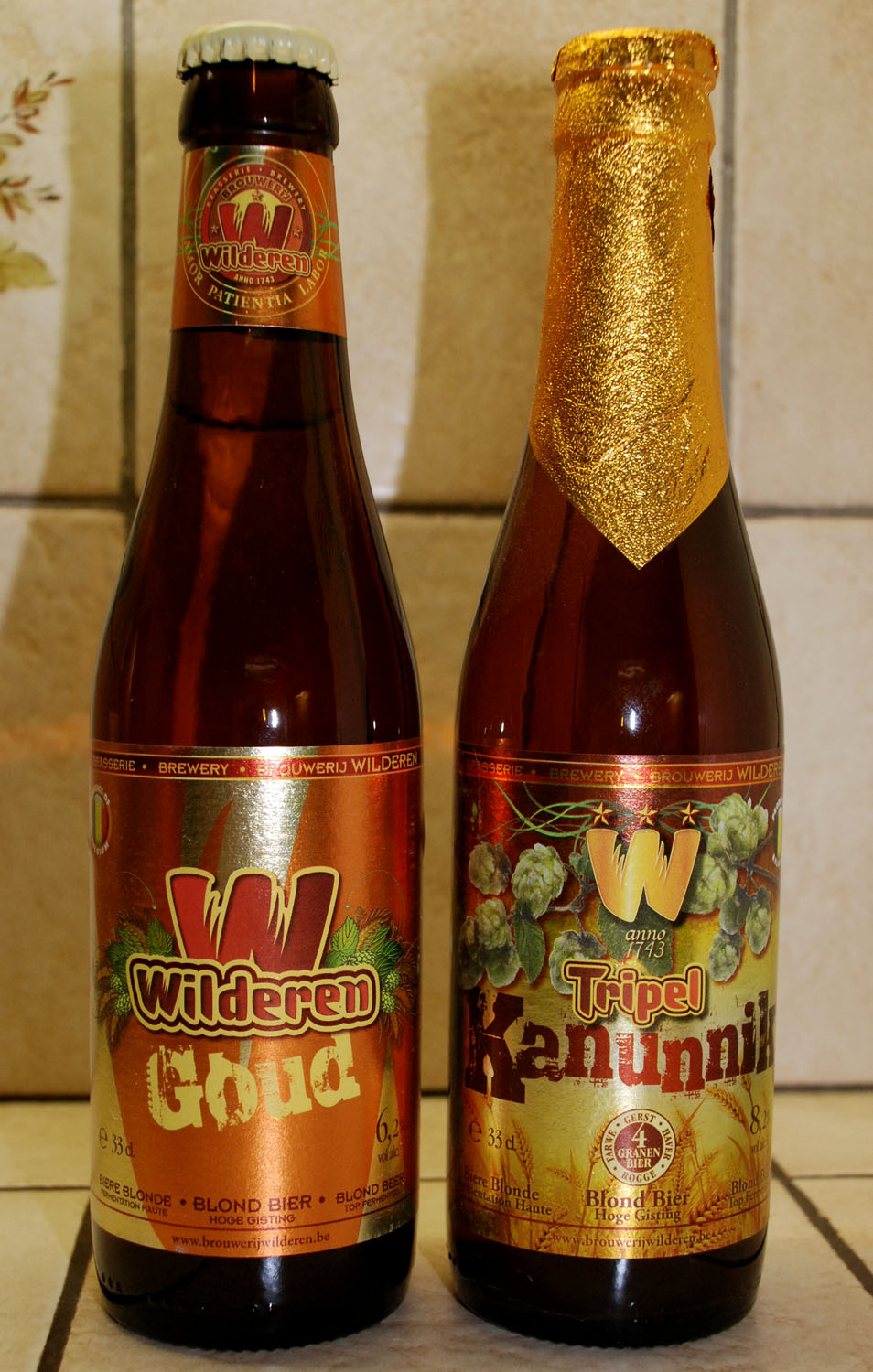
Bieren Wilderen

Brouwerij Wilderen heeft reeds een lange geschiedenis, maar pas sinds 2011 wordt er terug bier gebrouwen. Naast Tripel Kanunnik worden er twee bieren gebrouwen met "Wilderen" in de naam.

## De bieren
- Wilderen Goud is een blond bier van hoge gisting met een alcoholpercentage van 6,2%. Dit bier werd gelanceerd in juli 2011.[1] Voor het bier werd een heel eigen, laag, breed rond glas ontworpen.[2]
- Wilderen Kriek is een kriekenlambiek met een alcoholpercentage van 3,5%. Het wordt gemaakt op basis van lambiek, gerijpt op eiken vaten met 25% krieken. Het bier werd gelanceerd op 17 mei 2012.[3]
- Wilderen Cuvée Clarisse is een robijnrode bier met een alcoholpercentage van 9.2%.[4]
- Tripel Kanunnik is een amberkleurige tripel met een alcoholpercentage van 8,2%. Dit bier werd gelanceerd in juli 2011. Het is een 4-granenbier met gerst, tarwe, haver en rogge.[5]